# آنتسیراب
آنتسیراب (به لاتین: Antsirabe) یک منطقهٔ مسکونی در ماداگاسکار است که در ماداگاسکار واقع شده‌است. آنتسیراب ۱۳۲٫۹۴ کیلومتر مربع مساحت و ۲۵۷٬۱۶۳ نفر جمعیت دارد و ۱٬۵۰۰ متر بالاتر از سطح دریا واقع شده‌است.

## خواهرخوانده
شهرهای استاوانگر، Vacoas-Phoenix و مونلوسون خواهرخوانده‌های آنتسیراب هستند.